# Джерело № 1 (Колочава)
Джерело́ № 1 (Колочава) — гідрологічна пам'ятка природи місцевого значення в Україні. Розташована в межах Міжгірського району Закарпатської області, між селами Колочава і Мерешор, на лівому березі річки Тереблі. 
Площа 0,5 га. Статус надано згідно з рішенням Закарпатського облвиконкому від 23.10.1984 року № 253 (увійшла до складу НПП «Синевир» ПРМ УРСР від 05.01.1989 р.). Перебуває у віданні НПП «Синевир». 
Статус надано з метою збереження джерела мінеральної води. Вода вуглекисло-маломінералізована хлоридно-гідрокарбонатна кальцієво-натрієва з високим вмістом кальцію, магнію і брому. 